# Club Balonmano Nava/Statistiken
Dies ist ein Unterartikel zu Club Balonmano Nava und enthält Kader und Statistiken zu diesem spanischen Handballverein.

## Spielzeiten

### 2025/2026
Die Saison 2025/2026 bestreitet der Verein in der 1. Liga.
Team:
- Tor: Dzmitry Patotski,[2] Mateus Martins Buda[3]
- Außen: Eduardo Reig Guillen, Oscar Marugán Villagrán,[4] Davide Pugliese, Francisco Ahumada Collado[5]
- Rückraum: Brais González Blanco, Adrián Nolasco Macia,[6] Nicolás Bonanno,[7] Javier Carrión Ortíz, Rui Miguel Pereira Baptista, Lilian Pasquet, David Roca Rodríguez,[8] Luis Felipe Jiménez Reina[9]
- Kreis: Josu Arzoz, Gonzalo Carró Castro,[10] Pablo Herranz García[11]
- Trainer: Álvaro Senovilla Estebán
- Zugänge: Brais González Blanco (BM Cangas), Rui Miguel Pereira Baptista (Benfica Lissabon, Leihe), David Roca Rodríguez (BM Benidorm), Lilian Pasquet (Pontault-Combault), Eduardo Reig Guillen (Billere), Davide Pugliese (Junior Fasano), Josu Arzoz (EON Alicante),[12] Javier Carrión Ortíz (CD Agustinos Alicante)
- Abgänge: Daniel Pérez Bravo (BM Huesca), Gedeón Guardiola (Karriereende), Isaías Guardiola (Karriereende), Luis de Vega Martínez (?), Lautaro Robledo (Eón Alicante), Borja Méndez Pan (EON Alicante), Yeray Lamariano Urizar (Karriereende), Mario Nevado (Bidasoa Irun), Alexander Tioumentsev (BM Proin Triana)

### 2024/2025
Die Spielzeit 2024/2025 in der 1. Liga beendete der unter dem Namen Viveros Herol BM. Nava  angetretene Verein auf dem 8. Platz mit 27 Punkten aus elf Siegen und fünf Unentschieden, bei 14 Niederlagen. Das Torverhältnis betrug 919:953.
In der Copa del Rey schied BM Nava in der dritten Runde gegen den Zweitligisten Club Balonmano Alcobendas aus (37:39).
Team:
- Tor: Luis de Vega Martínez (30 Spiele, 155 Paraden)[13] Yeray Lamariano Urizar (27 Spiele, 91 Paraden),[14] Dzmitry Patotski (ein Spiel, keine Parade),[2] Mateus Martins Buda (15 Spiele, 109 Paraden, 3 Tore)[3]
- Außen: Daniel Pérez Bravo (30 Spiele, 89 Tore),[15] Oscar Marugán Villagrán (27 Spiele, 28 Tore),[4], Lautaro Robledo (30 Spiele, 47 Tore)[16], Francisco Ahumada Collado (29 Spiele, 118 Tore)[5]
- Rückraum: Mario Nevado (30 Spiele, 159 Tore),[17] Adrián Nolasco Macia (20 Spiele, 44 Tore),[6] Nicolás Bonanno (30 Spiele, 16 Tore)[7] Borja Méndez Pan (24 Spiele, 77 Tore),[18] Alexander Tioumentsev (30 Spiele, 114 Tore)[19] Isaías Guardiola (27 Spiele, 77 Tore)[20] Luis Felipe Jiménez Reina (13 Spiele, 18 Tore)[9]
- Kreis: Gonzalo Carró Castro (30 Spiele, 36 Tore),[10] Gedeón Guardiola (30 Spiele, 18 Tore),[21] Pablo Herranz García (30 Spiele, 67 Tore)[11]
- Trainer: Álvaro Senovilla Estebán
- Zugänge: Adrián Nolasco Macia (Club Balonmano Puerto Sagunto),[22] Lautaro Robledo (BM Benidorm, Leihe),[23] Nicolás Bonanno (BM Anaitasuna), Alexander Tioumentsev (Blendio Sinfin),[24] Luis Felipe Jiménez Reina (Ángel Ximénez Puente Genil), Javier Carrión Ortíz (CD Agustinos Alicante), Yeray Lamariano Urizar (Recoletas Atlético Valladolid), Mateus Martins Buda (EC Pinheiros)
- Abgänge: Andrés Gabriel Moyano (BM Granollers), Jakub Prokop (BM Torrelavega), Tomáš Smetánka (HK Kúpele Bojnice), Andrés Vila Carracedo (?), Roberto Peréz Mínguez (?), Javier Carrión Ortíz (CD Agustinos Alicante, Leihe), Daniel Palomeque Juarez (BM Caserío Ciudad Real)

### 2023/2024
In der Saison 2023/2024 der 1. Liga belegte der Verein, der unter dem Namen Viveros Herol BM. Nava antrat, den 6. Platz mit 33 Punkten aus 14 Siegen und fünf Unentschieden bei elf Niederlagen, das Torverhältnis betrug 902:934. Die Heimspiele des Vereins in der Liga wurden von durchschnittlich 794 Zuschauern besucht.
Team:
- Tor: Luis de Vega (30 Spiele, 105 Paraden, 2 Tore),[13] Dzmitry Patotski (30 Spiele, 230 Paraden)[2]
- Außen: Daniel Pérez (29 Spiele, 98 Tore)[15], Óscar Marugán (28 Spiele, 53 Tore)[4], Daniel Palomeque (12 Spiele, 0 Tore)[26], Francisco Ahumada (29 Spiele, 74 Tore)[5]
- Rückraum: Roberto Peréz (30 Spiele, 3 Tore)[27], Andrés Moyano (30 Spiele, 110 Tore)[28], Tomás Smetánka (29 Spiele, 88 Tore)[29], Jakup Prokop (28 Spiele, 123 Tore)[30], Andrés Vila (30 Spiele, 27 Tore)[31], Borja Méndez (30 Spiele, 83 Tore)[18], Isaías Guardiola (27 Spiele, 51 Tore)[32], Mario Nevado (30 Spiele, 74 Tore)[17]
- Kreis: Pablo Herranz (29 Spiele, 37 Tore)[11], Dragan Šoljic (18 Spiele, 6 Tore)[33], Gonzalo Carró (29 Spiele, 59 Tore)[10], Gedeón Guardiola (11 Spiele, 14 Tore)[21]
- Trainer: Álvaro Senovilla Estebán
- Zugänge: Borja Méndez (Recoletas Atlético Valladolid),[34] Luis de Vega (Villa de Aranda),[35] Daniel Palomeque (Trops Málaga),[36] Francisco Ahumada (SSV Bozen),[37] Isaías Guardiola (TBV Lemgo),[38] Mario Nevado (BM Alcobendas),[39] Pablo Herranz (Villa de Aranda),[40] Dragan Šoljic (TM Benidorm),[41] Gedeón Guardiola (HC Erlangen, ab Februar 2024)[42]
- Abgänge:Carlos Villagrán (Karriereende),[43] Francisco Javier „Paco“ Bernabéu (Ángel Ximénez Puente Genil), Sergio Casares, Aleix Toro, Nil Guiteras (Agustinos Alicante), Nicolás López, Darío Ajo

### Saison 2022/2023
Die Saison 2022/2023 in der  2. Liga beendete die Mannschaft in der regulären Spielzeit auf dem 1. Platz der Gruppe A mit 29 Punkten aus 14 Siegen und einem Unentschieden bei einer Niederlage und dem Torverhältnis von 521:411. In der Aufstiegsrunde gelang als Zweitplatzierter der Aufstieg.
In der Copa del Rey schied das Team in der zweiten Runde gegen Fraikin BM Granollers aus (28:35).
Team:
- Tor: Dzmitry Patotski, Aleix Toro, Nil Guiteras
- Außen: Daniel Pérez, Óscar Marugán, Sergio Casares, Francisco Javier Bernabéu
- Rückraum: Tomás Smetánka, Jakup Prokop, Andrés Vila, Carlos Villagrán, Álex Lodos, Andrés Moyano, Roberto Pérez, Jakub Prokop
- Kreis: Darío Ajo, Nicolás López, Gonzalo Carró
- Trainer: Álvaro Senovilla Estebán
- Zugänge: Daniel Pérez[45]
- Abgänge:Haris Pleh (Hapoel Kiryat Ono), Ángel Pescador, Filip Vujović (RK Izviđač Ljubuški), Dmytro Horiha (HK Motor Saporischschja), Adrian Rosales, Rodrigo Perez Arce (JS Cherbourg Manche), Filipe Mota, Luka Šebetić (GWD Minden), Nicoló D´Antino (Recoletas Atlético Valladolid, Leihe), Chrysanthos Tsanaxidis (PAOK Thessaloniki)

### 2021/2022
In der Saison 2021/2022 der 1. Liga belegte der Verein den 15. Platz mit 20 Punkten aus acht Siegen und vier Unentschieden bbei 18 Niederlagen, das Torverhältnis betrug 832:921.
Als Tabellen-15ter stieg der Verein in die zweite Liga ab.
In der Copa del Rey schied das Team in der dritten Runde gegen Ademar León aus.
Team:
- Tor: Haris Pleh, Ángel Pescador, Dzmitry Patotski (30 Spiele, 285 Paraden, 2 Tore)[2]
- Außen: Filip Vujović, Oscar Marugán (30 Spiele, 35 Tore)[4], Andrés Moyano (27 Spiele, 93 Tore)[28]
- Rückraum: Jakub Prokop (24 Spiele, 113 Tore)[30], Adrian Rosales, Dmytro Horiha (8 Spiele, 43 Tore),[46] Carlos Villagrán, Rodrigo Perez Arce, Filipe Mota, Tomás Smetánka (28 Spiele, 36 Tore)[29], Andrés Moyano, Luka Šebetić (1 Spiel, 0 Tore),[47] Jorge Vega, Borivoje Đukić
- Kreis: Chrysanthos Tsanaxidis, Gonzalo Carró (30 Spiele, 51 Tore)[10], Germán Ajo, Pablo Herranz (14 Spiele, 5 Tore)[11][48]
- Trainer: Álvaro Senovilla Estebán
- Zugänge: Luka Šebetić (März 2022, HK Motor Saporischschja), Dmytro Horiha (April 2022, HK Motor Saporischschja), Borivoje Đukić (Metaloplastika Šabac)
- Abgänge:Borivoje Đukić (Februar 2022, Ángel Ximénez Puente Genil) Pablo Herranz (Februar 2022, Villa de Aranda)